# Bill Moseley
William "Bill" Moseley (født 11. november 1951) er en amerikansk skuespiller og musiker, som har opnået kultstatus blandt mange fans af Horrorfilm-genren. Han har medvirket i en række Rob Zombie instruerede film, men er nok bedst kendt som Chop Top fra Texas Chainsaw Massacre 2.

## Filmography

### Film
| År   | Titel                                           | Rolle                     | Noter                               |  |
| ---- | ----------------------------------------------- | ------------------------- | ----------------------------------- |  |
| 1982 | Endangered Species                              | Cab Driver                |                                     |  |
| 1986 | The Texas Chainsaw Massacre 2                   | Chop Top                  |                                     |  |
| 1986 | Osa                                             | Quilt Face                |                                     |  |
| 1987 | Nightmare Angel                                 | Dr. William de Freis      | Short Film                          |  |
| 1988 | The Blob                                        | Soldier in Sewer          |                                     |  |
| 1988 | Fair Game                                       | Frank                     |                                     |  |
| 1989 | Pink Cadillac                                   | Darrell                   |                                     |  |
| 1989 | Silent Night, Deadly Night 3: Better Watch Out! | Ricky                     | Direct-to-video                     |  |
| 1990 | The First Power                                 | Bartender                 |                                     |  |
| 1990 | Crash and Burn                                  | Quinn                     | Direct-to-video                     |  |
| 1990 | The End of Innocence                            | Man on the Hill           |                                     |  |
| 1990 | Night of the Living Dead                        | Johnny                    |                                     |  |
| 1991 | White Fang                                      | Luke                      |                                     |  |
| 1992 | Inside Out 2                                    | Dave                      | Segment: "I've Got a Crush on You"  |  |
| 1992 | Honey, I Blew Up the Kid                        | Federal Marshal           |                                     |  |
| 1992 | Army of Darkness                                | Deadite Captain           |                                     |  |
| 1993 | Mr. Jones                                       | Worker                    |                                     |  |
| 1995 | Prehysteria 3!                                  | Director                  | Direct-to-video                     |  |
| 1995 | Evil Ed                                         | "Loose Limbs" Killer      | Voice                               |  |
| 2000 | The Convent                                     | Officer Ray               |                                     |  |
| 2000 | All American Massacre                           | Bloody Bobby              | Unreleased                          |  |
| 2002 | Essence of Echoes                               | Dr. Hilcott               |                                     |  |
| 2003 | House of 1000 Corpses                           | Otis B. Driftwood         |                                     |  |
| 2003 | Vicious                                         | Walace                    | Direct-to-video                     |  |
| 2005 | The Devil's Rejects                             | Otis B. Driftwood         |                                     |  |
| 2006 | Evil Bong                                       | Bong World Patron         |                                     |  |
| 2006 | Fallen Angels                                   | Westin                    |                                     |  |
| 2006 | Thr3e                                           | Slater                    |                                     |  |
| 2006 | A Dead Calling                                  | Chief Murken              | Direct-to-video                     |  |
| 2007 | Grindhouse                                      | Dr. Heinrich Von Strasser | Segment: "Werewolf Women of the SS" |  |
| 2007 | Home Sick                                       | Mr. Suitcase              |                                     |  |
| 2007 | Halloween                                       | Zach 'Z-Man' Garrett      |                                     |  |
| 2008 | A Perfect Place                                 | Eddie                     | Short film                          |  |
| 2008 | Babysitter Wanted                               | Chief Dinneli             |                                     |  |
| 2008 | Repo! The Genetic Opera                         | Luigi Largo               |                                     |  |
| 2008 | Alone in the Dark II                            | Dexter                    | Direct-to-video                     |  |
| 2008 | The Alphabet Killer                             | Carl Tanner               |                                     |  |
| 2008 | House                                           | Stewart                   |                                     |  |
| 2009 | The Devil's Tomb                                | Professor Duncan          | Direct-to-Video                     |  |
| 2009 | The Haunted World of El Superbeasto             | Otis Driftwood            | Voice                               |  |
| 2009 | Blood Night: The Legend of Mary Hatchet         | Graveyard Gus             |                                     |  |
| 2009 | Dead Air                                        | Logan                     |                                     |  |
| 2009 | The Graves                                      | Caleb 'Cookie' Atwood     |                                     |  |
| 2010 | 2001 Maniacs: Field of Screams                  | Mayor George W. Buckman   |                                     |  |
| 2010 | Anderson's Cross                                | Mr. Daniels               |                                     |  |
| 2010 | Godkiller: Walk Among Us                        | Dr. West                  | Voice                               |  |
| 2010 | The Tortured                                    | John Kozlowski            |                                     |  |
| 2011 | Spider Mountain: No Way Down                    | Ranger Bill               | Short, direct-to-video              |  |
| 2011 | Exit Humanity                                   | General Williams          |                                     |  |
| 2011 | Night of the Little Dead                        | Kickstand                 | Short film                          |  |
| 2012 | Rogue River                                     | Jon                       |                                     |  |
| 2012 | Highway to Hell                                 | Lemmas                    | Direct-to-video                     |  |
| 2012 | The Devil's Carnival                            | The Magician              |                                     |  |
| 2012 | The Inflicted                                   | Mr. O'Hara                |                                     |  |
| 2012 | Dead Souls                                      | Sheriff Depford           |                                     |  |
| 2013 | House of the Witchdoctor                        | Peter Van Hooten          |                                     |  |
| 2013 | Texas Chainsaw 3D                               | Drayton Sawyer            |                                     |  |
| 2014 | Disciples                                       | Dread                     |                                     |  |
| 2014 | Charlie's Farm                                  | John Wilson               |                                     |  |
| 2015 | Almost Mercy                                    | Pastor Johnson            |                                     |  |
| 2015 | Old 37                                          | Darryl                    |                                     |  |
| 2015 | The Art of Villainy                             | M?ster Nobody             | Short film                          |  |
| 2015 | Night of the Living Dead: Origins 3D            | Johnny                    | Voice                               |  |
| 2016 | Smothered                                       | Soggy Christian           |                                     |  |
| 2016 | The Devil's Carnival: Alleluia!                 | The Magician              |                                     |  |
| 2016 | Alcoholist                                      | Grey Speckled Man         |                                     |  |
| 2016 | The Horde                                       | Jacob Sutter              | Direct-to-video                     |  |
| 2016 | The Possession Experiment                       | Father Mark Campbell      |                                     |  |
| 2016 | Slayer: Pride in Prejudice                      | Nazi Father               | Short, direct-to-video              |  |
| 2017 | Death House                                     | Giger                     |                                     |  |
| 2017 | Boar                                            | Bruce                     |                                     |  |
| 2018 | Minutes to Midnight                             | Gimple                    |                                     |  |
| 2018 | Cynthia                                         | Buttercup                 |                                     |  |
| 2018 | The Church                                      | Pastor James              |                                     |  |
| 2018 | Crepitus                                        | Crepitus                  |                                     |  |
| 2018 | American Exorcist                               | Mr. Snowfeather           |                                     |  |
| 2019 | Shed of the Dead                                | Doc                       |                                     |  |
| 2019 | Exorcism at 60,000 Feet                         | Garvan                    |                                     |  |
| 2019 | To Your Last Death                              | Pavel                     |                                     |  |
| 2019 | 3 from Hell                                     | Otis B. Driftwood         |                                     |  |
| 2019 | In Search of Darkness                           | Himself                   | Documentary                         |  |
| 2019 | Gothic Harvest                                  | Detective Hollis          |                                     |  |
| 2019 | Big Top Evil                                    | Mr. Kharver               |                                     |  |
| 2019 | Slayer: The Repentless Killogy                  | Nazi Dad                  |                                     |  |
| 2020 | I Am Fear                                       | Steve Mcreedy             |                                     |  |
| 2020 | In Search of Darkness: Part II                  | Himself                   | Documentary                         |  |
| 2021 | Prisoners of the Ghostland                      | The Governor              |                                     |  |
| 2023 | Hayride to Hell                                 | Farmer Sam                |                                     |  |
| 2023 | The Fetus                                       | Maddox/Father of Alessa   |                                     |  |
| 2023 | Natty Knocks                                    | Abner Honeywell           |                                     |  |
| 2024 | They Turned Us Into Killers                     | Unknown                   | [ 1 ]                               |  |

### Television
| År        | Titel                        | Rolle                | Noter                                |
| --------- | ---------------------------- | -------------------- | ------------------------------------ |
| 1989      | Freddy's Nightmares          | Buzz                 | Episode: "Black Tickets"             |
| 1989      | Tour of Duty                 | Sgt. Jones           | Episode: "Terms of Enlistment"       |
| 1991      | Father Dowling Mysteries     | Kane / Larry Webster | Episode: "The Priest Killer Mystery" |
| 1993      | Up All Night                 | Himself              | Episode: "Vice Academy"; uncredited  |
| 1994      | Blood Run                    | Hank                 | Television film                      |
| 1995      | Fallen Angels                | Customer #1          | Episode: "A Dime a Dance"            |
| 1996      | Unsolved Mysteries           | David Young          | Episode: #9.9                        |
| 2002      | Point of Origin              | Task Force Officer   | Television film                      |
| 2002      | Live from Baghdad            | Rex                  | Television film                      |
| 2003      | The Practice                 | Jake Spooner         | Episode: "Victims' Rights"           |
| 2004      | ER                           | Charlie              | Episode: "Forgive and Forget"        |
| 2003–2005 | Carnivàle                    | Possum               | 8 episodes                           |
| 2007      | Days of Our Lives            | Joel                 | 3 episodes                           |
| 2010–2019 | Without Your Head            | Himself              | 4 episodes                           |
| 2012–2013 | Holliston                    | Crazy Max            | 5 episodes                           |
| 2014      | Z Nation                     | General McCandles    | Episode: "Full Metal Zombie"         |
| 2014      | Teenage Mutant Ninja Turtles | Bernie               | Episode: "In Dreams"                 |
| 2015–2017 | Adam Green's Scary Sleepover | Himself              | 3 episodes                           |
| 2017      | Uncle Grandpa                | Additional Voices    | Episode: "Uncle Grandpa's Odd-yssey" |
| 2019      | Slasher                      | Homeless Guy         | 2 episodes                           |

### Musikvideoer
| År   | Titel                   | Rolle          | Kunstner       |
| ---- | ----------------------- | -------------- | -------------- |
| 2021 | "Hip to Be Scared"      | Captain Harris | Ice Nine Kills |
| 2021 | "Assault & Batteries"   | Captain Harris | Ice Nine Kills |
| 2021 | "Rainy Day"             | Captain Harris | Ice Nine Kills |
| 2021 | "Funeral Derangements"  | Captain Harris | Ice Nine Kills |
| 2022 | "The Shower Scene"      | Captain Harris | Ice Nine Kills |
| 2023 | "Welcome to Horrorwood" | Captain Harris | Ice Nine Kills |
| 2023 | "Meat & Greet"          | Captain Harris | Ice Nine Kills |